# Merritt Giffin
Merritt Hayward Giffin  (ur. 20 sierpnia 1887 w Lockport, zm. 11 lipca 1911 w Joliet) – amerykański lekkoatleta specjalizujący się w rzucie dyskiem, uczestnik letnich igrzysk olimpijskich w Londynie (1908), srebrny medalista olimpijski w rzucie dyskiem. 

## Kariera
W 1908 zajął 2. miejsce w amerykańskich kwalifikacjach olimpijskich i reprezentował Stany Zjednoczone na olimpiadzie w Londynie, podczas której zdobył srebrny medal w rzucie dyskiem. W 1910 zdobył tytuł mistrza Stanów Zjednoczonych w rzucie dyskiem. Zmarł przedwcześnie w 1911 roku.
Rekord życiowy w rzucie dyskiem: 42,06 m – Trenton, 05.09.1908